# Violinofon
Violinofon ali Strohova violina je violina, ki ima namesto lesenega resonančnega trupa kovinski odmevnik v obliki roga. To glasbilo je dobilo ime po nemškemu izdelovalcu glasbil Johannu M. A. Stroh-u (1828-1914), ki ga je patentiral leta 1899.
Violinofoni so veliko glasnejši instrumenti kot običajne lesene violine. To dejstvo je pripomoglo k njihovi razširjeni uporabi v času prvih fonografskih posnetkov. Medtem, ko so bile navadne violine posnete tiho - zaradi skromnega zajema zvoka s starimi mehansko-akustičnimi snemalnimi sredstvi - so bili violinofoni v snemalnih studiih zelo pogosti. Posledica glasnejšega zvoka teh instrumentov pa je kovinska, ostra barva, ki nima alikvotnih tonov navadne violine (spominja na zvok starih gramofonov).
Po uvedbi glasbenih snemanj z električnimi mikrofoni v drugi polovici dvajsetih let 20. stoletja so violinofoni postali redkejša glasbila.
Zaradi samoniklega zvoka to glasbilo še danes uporabljajo nekateri glasbeniki, med drugimi Tom Waits, pogost pa je tudi pri argentinskih glasbenikih, ki izvajajo tango glasbo. 